# Jonas Svenson
Jonas Svenson, född 10 november 1764, död 12 mars 1841, var en svensk ämbetsman.
Svenson var bokhållare vid Riksgäldskontoret och sedermera tullförvaltare i Stockholm. Han var amatörviolinist och invaldes som ledamot nummer 160 i Kungliga Musikaliska Akademien den 20 maj 1795.